# 1967 au Maroc
Chronologie du Maroc
- 1963
- 1964
- 1965
- 1966
- 1967
- 1968
- 1969
- 1970
- 1971

Cet article présente les faits marquants de l'année 1967 au Maroc ou relatifs au Maroc.

## Événements
- Le gouvernement Mohamed Benhima/Ahmed Laraki est le onzième gouvernement du Maroc depuis son indépendance en 1955. Formé le 6 juillet 1967 avec Mohamed Benhima comme Premier ministre, il s'est poursuivi à partir du 7 octobre 1969 avec Ahmed Laraki comme nouveau Premier ministre et a pris fin le 4 août 1971.
- Décembre : fondation à El-Ayoun par Mohammed Bassiri de l’Organisation sahraouie de Libération du Sahara (mouvement de libération de la Saguia el-Hamra et du Rio de Oro, futur Front Polisario) dans le but d’obtenir l’indépendance[1].

## Sports
- La Coupe du Maroc de football 1966-1967, également nommée Coupe du Trône est la onzième édition de la compétition.
- La Coupe du Maroc de football 1967-1968, également nommée Coupe du Trône est la douzième édition de la compétition.
- La Saison 1966-1967 des FAR de Rabat est la neuvième de l'histoire du club en comptant la saison dernière qui fut une saison blanche après que les FAR eut agressé un arbitre lors d'un match opposant les FAR au Maghreb de Fès. Cette saison débute alors que les militaires avait passé une saison sans compétition officielle. Le club est par ailleurs engagé en coupe du Trône.
- La Saison 1967-1968 des FAR de Rabat est la dixième de l'histoire du club. Cette saison débute alors que les militaires avait remporté le championnat de la saison dernière. Le club est par ailleurs engagé en coupe du Trône, aussi pour la première fois de leur histoire et d'un club marocain en coupe d'Afrique des clubs champions.

## Culture
- Alerte à la drogue (La lunga sfida) est un poliziottesco maroco-ouest-germano-italien réalisé par Nino Zanchin et Mohamed Ben Abdelouahed Tazi.
- Œdipe roi (Edipo re) est un film maroco-italien réalisé par Pier Paolo Pasolini. Il est inspiré de la tragédie éponyme de Sophocle (Œdipe roi), de sa suite Œdipe à Colone et plus généralement du mythe d'Œdipe. C'était son premier film en couleur.